# Ø
Ø, ø(외)는 덴마크어, 페로어, 노르웨이어에서 쓰이는 모음이자 그 발음을 기록할 때 쓰는 알파벳이다.
이 글자는 oe를 적는 과정에서 o에 e의 가로줄을 겹쳐 적은 합자에서 비롯되었다. 하지만 덴마크어와 노르웨이어에서는 이 글자를 o와 e가 합쳐진 복모음이 아니라 단모음(IPA [ø])으로 발음하고 글자의 이름도 그 모음의 발음으로 부르며 합자가 아닌 독립적인 글자로 취급한다.
튀르키예어, 핀란드어, 스웨덴어, 아이슬란드어, 독일어, 에스토니아어, 헝가리어에서는 ö가 이 글자에 해당한다.
덴마크어와 옛 노르웨이어로 ø는 그 자체로 섬이라는 뜻의 낱말이다.
국제 음성 기호에서는 전설 원순 중고모음을 기록할 때 쓰인다. 덴마크어와 노르웨이어에서 이 글자는 그런 소리가 난다.

## 컴퓨터
| 미리 보기               | Ø                                  | Ø                                  | ø                                | ø                                |
| ----------------------- | ---------------------------------- | ---------------------------------- | -------------------------------- | -------------------------------- |
| 유니코드 이름           | LATIN CAPITAL LETTER O WITH STROKE | LATIN CAPITAL LETTER O WITH STROKE | LATIN SMALL LETTER O WITH STROKE | LATIN SMALL LETTER O WITH STROKE |
| 인코딩                  | 10진                               | 16진                               | 10진                             | 16진                             |
| 유니코드                | 216                                | U+00D8                             | 248                              | U+00F8                           |
| UTF-8                   | 195 152                            | C3 98                              | 195 184                          | C3 B8                            |
| 수치 문자 참조          | &#216;                             | &#xD8;                             | &#248;                           | &#xF8;                           |
| 명명 문자 참조          | &Oslash;                           | &Oslash;                           | &oslash;                         | &oslash;                         |
| EBCDIC 계열             | 128                                | 80                                 | 112                              | 70                               |
| ISO 8859-1/4/9/10/13/16 | 216                                | D8                                 | 248                              | F8                               |
| TeX                     | \O                                 | \O                                 | \o                               | \o                               |

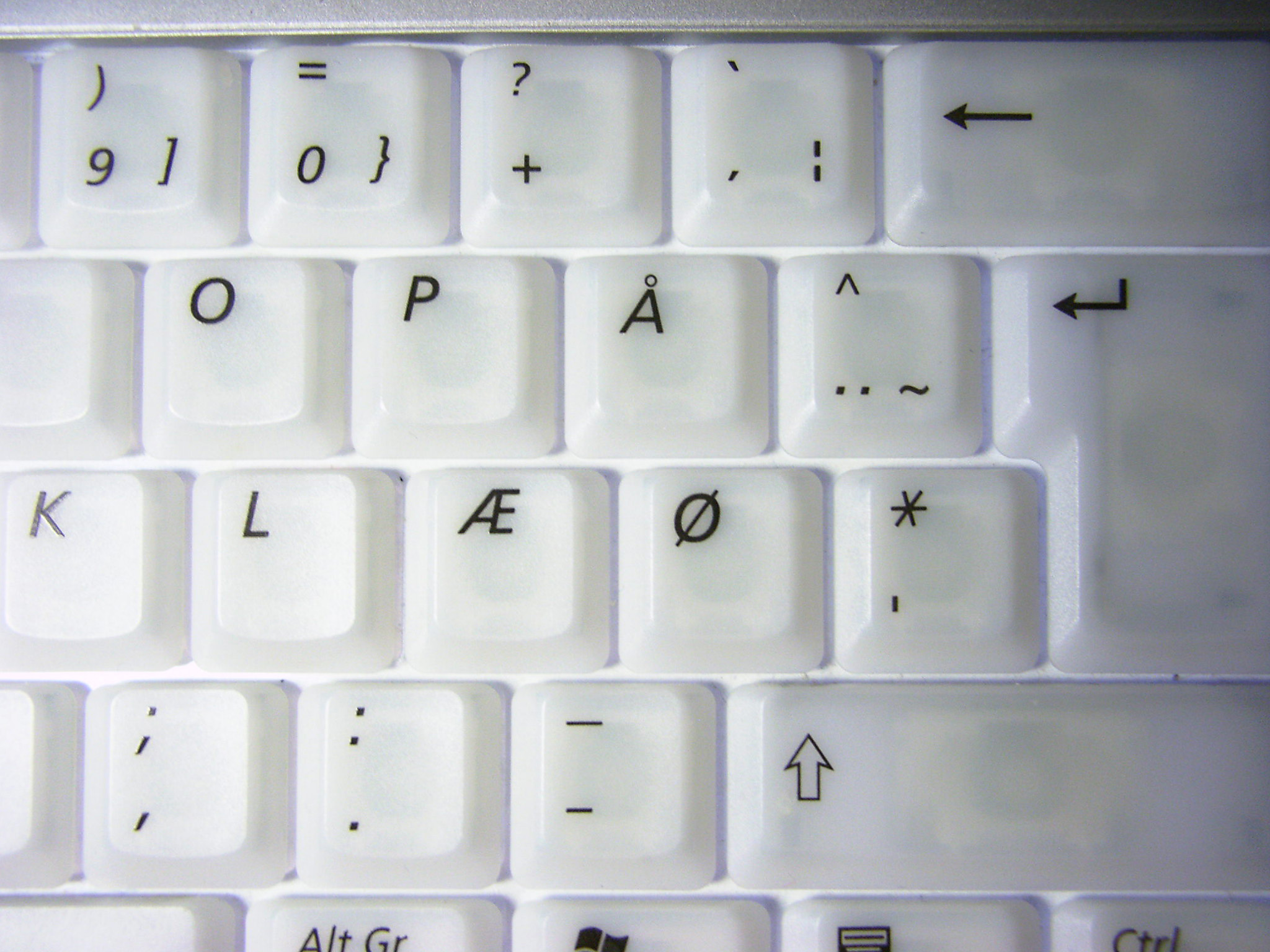
덴마크어 사용자를 위해 Æ, Ø, Å가 포함된 자판. 노르웨이어 자판은 Æ와 Ø의 자리가 바뀌어 있다.

초기 컴퓨터에서는 숫자 0을 대문자 알파벳 O와 구분하기 위해 숫자 위에 사선을 그었는데, 이것이 ø와 혼동하기 쉬웠었다. 현재 아마추어 무선통신에서는 아직 이 기호를 쓴다. 또다른 기호 ⌀(U+2300)는 영어권에서 지름을, 독일어권에서 평균값을 나타내는 데에 쓰인다. 수학에서 공집합을 나타낼 때 쓰이는 ∅(U+2205)도 이 글자와 비슷하다.

## 같이 보기
- Æ
- Ä
- Œ
- Ö